# Americium
Americium (ⓘ; Elementsymbol Am) ist ein chemisches Element mit der Ordnungszahl 95. Im Periodensystem steht es in der Gruppe der Actinoide (7. Periode, f-Block) und zählt auch zu den Transuranen. Es ist ein leicht verformbares radioaktives Metall silbrig-weißen Aussehens.
Von Americium gibt es kein stabiles Isotop. Auf der Erde kommt es ausschließlich in künstlich erzeugter Form vor. Das Element wurde erstmals im Spätherbst 1944 erzeugt, die Entdeckung jedoch zunächst nicht veröffentlicht. Kurioserweise wurde seine Existenz in einer amerikanischen Radiosendung für Kinder durch den Entdecker Glenn T. Seaborg, den Gast der Sendung, der Öffentlichkeit preisgegeben.
Americium wird in Kernreaktoren gebildet, eine Tonne abgebrannten Kernbrennstoffs enthält durchschnittlich etwa 100 g des Elements. Es wird als Quelle ionisierender Strahlung eingesetzt, z. B. in der Fluoreszenzspektroskopie und in Ionisationsrauchmeldern. Das Americiumisotop 241Am wurde wegen seiner gegenüber Plutonium (238Pu) wesentlich längeren Halbwertszeit von 432,2 Jahren zur Befüllung von Radionuklidbatterien (RTG) für Raumsonden vorgeschlagen, welche dann hunderte Jahre lang elektrische Energie zum Betrieb bereitstellen würden.

## Geschichte
Americium wurde im Spätherbst 1944 von Glenn T. Seaborg, Ralph A. James, Leon O. Morgan und Albert Ghiorso im 60-Zoll-Cyclotron an der Universität von Kalifornien in Berkeley sowie am metallurgischen Laboratorium der Universität von Chicago (heute: Argonne National Laboratory) erzeugt. Nach Neptunium und Plutonium war Americium das vierte Transuran, das seit dem Jahr 1940 entdeckt wurde; das um eine Ordnungszahl höhere Curium wurde als drittes schon im Sommer 1944 erzeugt. Der Name für das Element wurde in Anlehnung zum Erdteil Amerika gewählt – in Analogie zu Europium, dem Seltene-Erden-Metall, das im Periodensystem genau über Americium steht: The name americium (after the Americas) and the symbol Am are suggested for the element on the basis of its position as the sixth member of the actinide rare-earth series, analogous to europium, Eu, of the lanthanide series.
Zur Erzeugung des neuen Elements wurden in der Regel die Oxide der Ausgangselemente verwendet. Dazu wurde zunächst Plutoniumnitratlösung (mit dem Isotop 239Pu) auf eine Platinfolie von etwa 0,5 cm2 aufgetragen; die Lösung danach eingedampft und der Rückstand dann zum Oxid (PuO2) geglüht. Nach dem Beschuss im Cyclotron wurde die Beschichtung mittels Salpetersäure gelöst, anschließend wieder mit einer konzentrierten wässrigen Ammoniaklösung als Hydroxid ausgefällt; der Rückstand wurde in Perchlorsäure gelöst. Die weitere Trennung erfolgte mit Ionenaustauschern. In ihren Versuchsreihen wurden der Reihe nach vier verschiedene Isotope erzeugt: 241Am, 242Am, 239Am und 238Am.
Als erstes Isotop isolierten sie 241Am aus einer Plutonium-Probe, die mit Neutronen bestrahlt wurde. Es zerfällt durch Aussendung eines α-Teilchens in 237Np. Die Halbwertszeit dieses α-Zerfalls wurde zunächst auf 510 ± 20 Jahre bestimmt; der heute allgemein akzeptierte Wert ist 432,2 a.
{\displaystyle \mathrm {^{239}_{\ 94}Pu\ {\xrightarrow {(n,\gamma )}}\ _{\ 94}^{240}Pu\ {\xrightarrow {(n,\gamma )}}\ _{\ 94}^{241}Pu\ {\xrightarrow[{14,35\ a}]{\beta ^{-}}}\ _{\ 95}^{241}Am\ \left(\ {\xrightarrow[{432,2\ a}]{\alpha }}\ _{\ 93}^{237}Np\right)} }
Die angegebenen Zeiten sind Halbwertszeiten.
Als zweites Isotop wurde 242Am durch erneuten Neutronenbeschuss des zuvor erzeugten 241Am gefunden. Durch nachfolgenden raschen β-Zerfall entsteht dabei 242Cm, das zuvor schon entdeckte Curium. Die Halbwertszeit dieses β-Zerfalls wurde zunächst auf 17 Stunden bestimmt, der heute als gültig ermittelte Wert beträgt 16,02 h.
{\displaystyle \mathrm {^{241}_{\ 95}Am\ {\xrightarrow {(n,\gamma )}}\ _{\ 95}^{242}Am\ \left(\ {\xrightarrow[{16,02\ h}]{\beta ^{-}}}\ _{\ 96}^{242}Cm\right)} }
Erstmals öffentlich bekannt gemacht wurde die Entdeckung des Elements in der amerikanischen Radiosendung Quiz Kids am 11. November 1945 durch Glenn T. Seaborg, noch vor der eigentlichen Bekanntmachung bei einem Symposium der American Chemical Society: Einer der jungen Zuhörer fragte den Gast der Sendung, Seaborg, ob während des Zweiten Weltkrieges im Zuge der Erforschung von Nuklearwaffen neue Elemente entdeckt wurden. Seaborg bejahte die Frage und enthüllte dabei auch gleichzeitig die Entdeckung des nächsthöheren Elements, Curium.
Americium (241Am und 242Am) und seine Produktion wurde später unter dem Namen Element 95 and method of producing said element patentiert, wobei als Erfinder nur Glenn T. Seaborg angegeben wurde.
In elementarer Form wurde es erstmals im Jahr 1951 durch Reduktion von Americium(III)-fluorid mit Barium dargestellt.

## Vorkommen
Americiumisotope entstehen im r-Prozess in Supernovae und kommen auf der Erde wegen ihrer im Vergleich zum Alter der Erde zu geringen Halbwertszeit nicht natürlich vor.
Heutzutage wird jedoch Americium als Nebenprodukt in Kernkraftwerken erbrütet; das Americiumisotop 241Am entsteht als Zerfallsprodukt (u. a. in abgebrannten Brennstäben) aus dem Plutoniumisotop 241Pu. Eine Tonne abgebrannten Kernbrennstoffs enthält durchschnittlich etwa 100 g verschiedener Americiumisotope. Es handelt sich dabei hauptsächlich um die α-Strahler 241Am und 243Am, die aufgrund ihrer relativ langen Halbwertszeiten in der Endlagerung unerwünscht sind und deshalb zum Transuranabfall zählen. Eine Verminderung der Langzeitradiotoxizität in nuklearen Endlagern wäre durch Abtrennung langlebiger Isotope aus abgebrannten Kernbrennstoffen möglich. Zur Beseitigung des Americiums wird derzeit die Partitioning & Transmutation-Strategie untersucht.
Da Americium auf der Erde nicht natürlich vorkommt, ist jegliches anderweitige Vorkommen in der Natur durch Kontamination verursacht. Seit den oberirdischen Atomwaffenversuchen ist es ubiquitär auf der Nordhalbkugel in geringen Konzentrationen in Boden, Luft und Hydrosphäre nachweisbar. Über diese Grundkontamination hinaus konzentriert sich die bestehende Kontamination mit Americium auf Gebiete, die zwischen 1945 und 1980 für Atomwaffentests genutzt wurden, wie die Wüste von Nevada, das Bikini-Atoll, Nowaja Semlja, Kasachstan, Nullarbor-Wüste (Australien). Dazu kommen von nuklearen Unfällen betroffene Gebiete, z. B. Tschernobyl oder Windscale etc. und Flächen die bei Unfällen mit Atomwaffen verseucht worden sind, z. B. Palomares im spanischen Almeria, wo sich das beim Unfall freigesetzte und nicht beseitigte Plutonium-241 im Laufe der Jahre zu Americum-241 umgewandelt hat, oder Thule (Grönland). Hinzu kommen Gebiete und Gewässer, in denen radioaktive Abfälle unsachgemäß gelagert oder entsorgt wurden, wie das Karische Meer, die Barentssee, sowie der Umkreis von Anlagen der Kernwaffenproduktion in den USA und Russland wie Hanford, Rocky Flats, Tschelyabinsk und Kyschtym. Bei erhöhter Kontamination des Bodens liegt durch Aufwirbelung von Aerosolen eine örtlich erhöhte Kontamination der Luft in diesen Gebieten vor.

## Gewinnung und Darstellung

### Gewinnung von Americiumisotopen
Americium fällt in geringen Mengen in Kernreaktoren an. Es steht heute in Mengen von wenigen Kilogramm zur Verfügung. Durch die aufwändige Gewinnung aus abgebrannten Brennstäben hat es einen sehr hohen Preis. Seit der Markteinführung 1962 soll der Preis für Americium(IV)-oxid mit dem Isotop 241Am bei etwa 1500 US-Dollar pro Gramm liegen. Das Americiumisotop 243Am entsteht in geringeren Mengen im Reaktor aus 241Am und ist deshalb mit 160 US-Dollar pro Milligramm 243Am noch wesentlich teurer.
Americium wird über das Plutoniumisotop 239Pu in Kernreaktoren mit hohem 238U-Anteil zwangsläufig erbrütet, da es aus diesem durch Neutroneneinfang und zwei anschließende β-Zerfälle (über 239U und 239Np) entsteht.
{\displaystyle \mathrm {^{238}_{\ 92}U\ {\xrightarrow {(n,\gamma )}}\ _{\ 92}^{239}U\ {\xrightarrow[{23,5\ min}]{\beta ^{-}}}\ _{\ 93}^{239}Np\ {\xrightarrow[{2,3565\ d}]{\beta ^{-}}}\ _{\ 94}^{239}Pu} }
Die angegebenen Zeiten sind Halbwertszeiten.
Danach wird, wenn es nicht zur Kernspaltung kommt, aus dem 239Pu, neben anderen Nukliden, durch stufenweisen Neutroneneinfang (n,γ) und anschließenden β-Zerfall 241Am oder 243Am erbrütet.
{\displaystyle \mathrm {^{239}_{\ 94}Pu\ {\xrightarrow {2(n,\gamma )}}\ _{\ 94}^{241}Pu\ {\xrightarrow[{14,35\ a}]{\beta ^{-}}}\ _{\ 95}^{241}Am} }
Das Plutonium, welches aus abgebrannten Brennstäben von Leistungsreaktoren gewonnen werden kann, besteht zu etwa 12 % aus dem Isotop 241Pu. Deshalb erreichen erst 70 Jahre, nachdem der Brutprozess beendet wurde, die abgebrannten Brennstäbe ihren Maximalgehalt von 241Am; danach nimmt der Gehalt wieder (langsamer als der Anstieg) ab.
Aus dem so entstandenen 241Am kann durch weiteren Neutroneneinfang im Reaktor 242Am entstehen. Bei Leichtwasserreaktoren soll aus dem 241Am zu 79 % 242Am und zu 10 % 242mAm entstehen:
zu 79 %: {\displaystyle \mathrm {^{241}_{\ 95}Am\ {\xrightarrow {(n,\gamma )}}\ _{\ 95}^{242}Am} }
zu 10 %: {\displaystyle \mathrm {^{241}_{\ 95}Am\ {\xrightarrow {(n,\gamma )}}\ _{\ \ \ 95}^{242m}Am} }
Für die Erbrütung von 243Am ist ein vierfacher Neutroneneinfang des 239Pu erforderlich:
{\displaystyle \mathrm {^{239}_{\ 94}Pu\ {\xrightarrow {4(n,\gamma )}}\ _{\ 94}^{243}Pu\ {\xrightarrow[{4,956\ h}]{\beta ^{-}}}\ _{\ 95}^{243}Am} }

### Darstellung elementaren Americiums
Metallisches Americium kann durch Reduktion aus seinen Verbindungen erhalten werden. Zuerst wurde Americium(III)-fluorid zur Reduktion verwendet. Dieses wird hierzu in wasser- und sauerstofffreier Umgebung in Reaktionsapparaturen aus Tantal und Wolfram mit elementarem Barium zur Reaktion gebracht.
{\displaystyle {\ce {2 AmF3 + 3 Ba -> 2 Am + 3 BaF2}}}
Auch die Reduktion von Americium(IV)-oxid mittels Lanthan oder Thorium ergibt metallisches Americium.
{\displaystyle {\ce {3 AmO2 + 4 La -> 3 Am + 2 La2O3}}}

## Eigenschaften

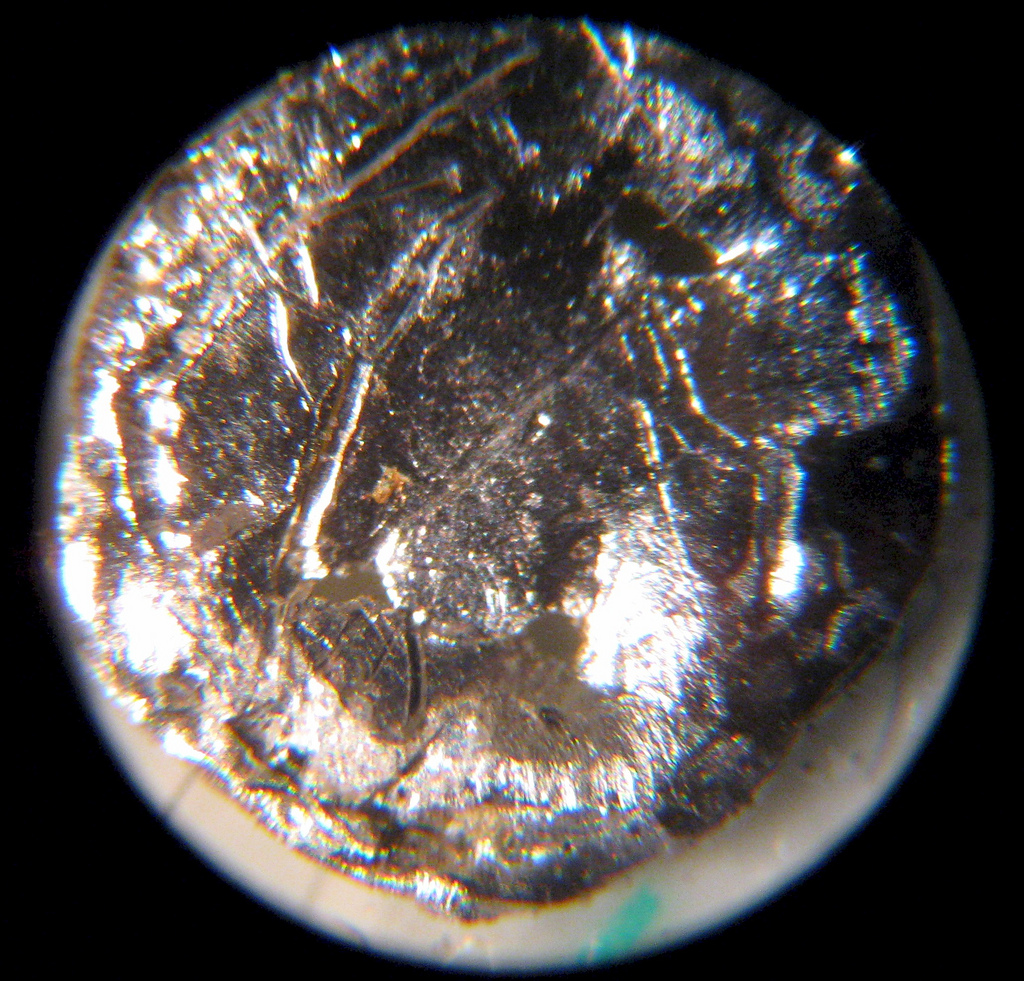
Am-241 unter dem Mikroskop

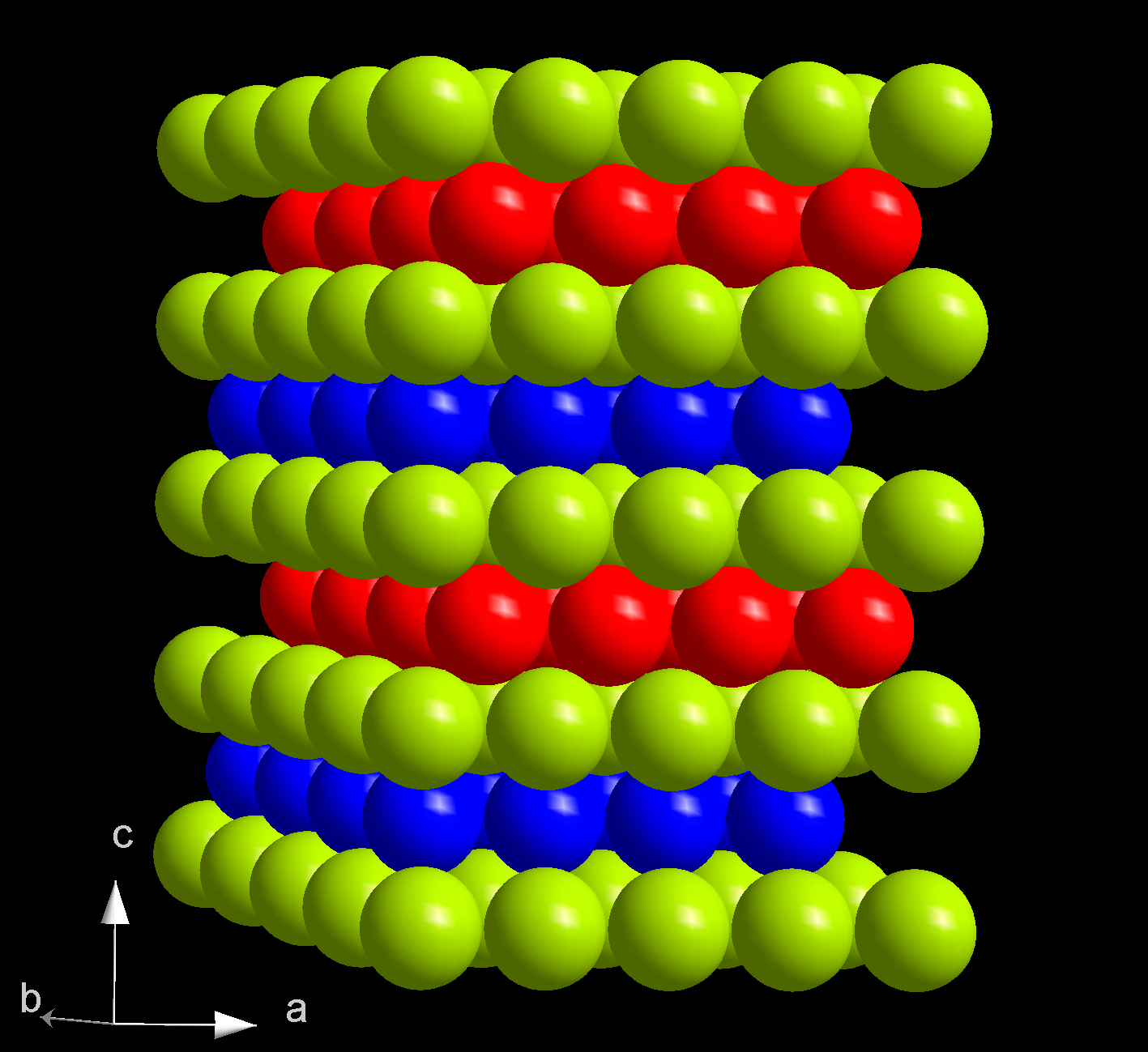
Doppelt-hexagonal dichteste Kugelpackung mit der Schichtfolge ABAC in der Kristallstruktur von α-Am (A: grün; B: blau; C: rot)

Im Periodensystem steht das Americium mit der Ordnungszahl 95 in der Reihe der Actinoide, sein Vorgänger ist das Plutonium, das nachfolgende Element ist das Curium. Sein Analogon in der Reihe der Lanthanoiden ist das Europium.

### Physikalische Eigenschaften
Americium ist ein radioaktives Metall. Frisch hergestelltes Americium ist ein silberweißes Metall, welches jedoch bei Raumtemperatur langsam matt wird. Es ist leicht verformbar. Sein Schmelzpunkt beträgt 1176 °C, der Siedepunkt liegt bei 2607 °C. Die Dichte beträgt 13,67 g·cm−3. Es tritt in zwei Modifikationen auf.
Die bei Standardbedingungen stabile Modifikation α-Am kristallisiert im hexagonalen Kristallsystem in der Raumgruppe P63/mmc (Raumgruppen-Nr. 194) mit den Gitterparametern a = 346,8 pm und c = 1124 pm sowie vier Formeleinheiten pro Elementarzelle. Die Kristallstruktur besteht aus einer doppelt-hexagonal dichtesten Kugelpackung (d. h.c.p.) mit der Schichtfolge ABAC und ist damit isotyp zur Struktur von α-La.
Bei hohem Druck geht α-Am in β-Am über. Die β-Modifikation kristallisiert im kubischen Kristallsystem in der Raumgruppe Fm3m (Nr. 225) mit dem Gitterparameter a = 489 pm, was einem kubisch flächenzentrierten Gitter (f.c.c.) beziehungsweise einer kubisch dichtesten Kugelpackung mit der Stapelfolge ABC entspricht.
Die Lösungsenthalpie von Americium-Metall in Salzsäure bei Standardbedingungen beträgt −620,6 ± 1,3 kJ·mol−1. Ausgehend von diesem Wert erfolgte die erstmalige Berechnung der Standardbildungsenthalpie (ΔfH0) von Am3+(aq) auf −621,2 ± 2,0 kJ·mol−1 und des Standardpotentials Am3+ / Am0 auf −2,08 ± 0,01 V.

### Chemische Eigenschaften
Americium ist ein sehr reaktionsfähiges Element, das schon mit Luftsauerstoff reagiert und sich gut in Säuren löst. Gegenüber Alkalien ist es stabil.
Die stabilste Oxidationsstufe für Americium ist +3, die Am(III)-Verbindungen sind gegen Oxidation und Reduktion sehr stabil. Mit dem Americium liegt der erste Vertreter der Actinoiden vor, der in seinem Verhalten eher den Lanthanoiden ähnelt als den d-Block-Elementen.
Es ist auch in den Oxidationsstufen +2 sowie +4, +5, +6 und +7 zu finden. Je nach Oxidationszahl variiert die Farbe von Americium in wässriger Lösung ebenso wie in festen Verbindungen:
Am3+ (gelbrosa), Am4+ (gelbrot), AmVO2+ (gelb), AmVIO22+ (zitronengelb), AmVIIO65− (dunkelgrün).
Im Gegensatz zum homologen Europium – Americium hat eine zu Europium analoge Elektronenkonfiguration – kann Am3+ in wässriger Lösung nicht zu Am2+ reduziert werden.
Verbindungen mit Americium ab Oxidationszahl +4 aufwärts sind starke Oxidationsmittel, vergleichbar dem Permanganat-Ion (MnO4−) in saurer Lösung.
Die in wässriger Lösung nicht beständigen Am4+-Ionen lassen sich nur noch mit starken Oxidationsmitteln aus Am(III) darstellen. In fester Form sind zwei Verbindungen des Americiums in der Oxidationsstufe +4 bekannt: Americium(IV)-oxid (AmO2) und Americium(IV)-fluorid (AmF4).
Der fünfwertige Oxidationszustand wurde beim Americium erstmals 1951 beobachtet. In wässriger Lösung liegen primär AmO2+-Ionen (sauer) oder AmO3−-Ionen (alkalisch) vor, die jedoch instabil sind und einer raschen Disproportionierung unterliegen:
{\displaystyle {\ce {3 AmO2^+ + 4 H^+ -> 2 AmO2^2+ + Am^3+ + 2 H2O}}}
Zunächst ist von einer Disproportionierung zur Oxidationsstufe +6 und +4 auszugehen:
{\displaystyle {\ce {2 Am (V) -> Am (VI) + Am (IV)}}}
Etwas beständiger als Am(IV) und Am(V) sind die Americium(VI)-Verbindungen. Sie lassen sich aus Am(III) durch Oxidation mit Ammoniumperoxodisulfat in verdünnter Salpetersäure herstellen. Der typische rosafarbene Ton verschwindet in Richtung zu einer starken Gelbfärbung. Zudem kann die Oxidation mit Silber(I)-oxid in Perchlorsäure quantitativ erreicht werden. In Natriumcarbonat- oder Natriumhydrogencarbonat-Lösungen ist eine Oxidation mit Ozon oder Natriumperoxodisulfat gleichfalls möglich.

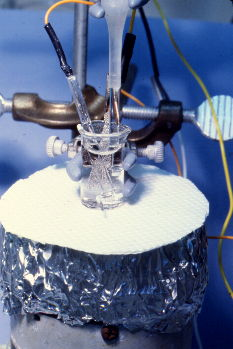
Americium(III) in 2 M Na2CO3-Lösung
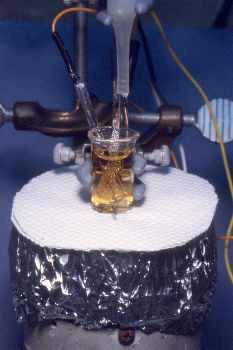
Americium(IV) in 2 M Na2CO3-Lösung
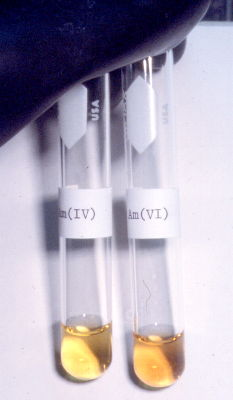
Americium(IV) und (VI) in 2 M Na2CO3-Lösung

### Biologische Aspekte
Eine biologische Funktion des Americiums ist nicht bekannt. Vorgeschlagen wurde der Einsatz immobilisierter Bakterienzellen zur Entfernung von Americium und anderen Schwermetallen aus Fließgewässern. So können Enterobakterien der Gattung Citrobacter durch die Phosphataseaktivität in ihrer Zellwand bestimmte Americiumnuklide aus wässriger Lösung ausfällen und als Metall-Phosphat-Komplex binden. Ferner wurden die Faktoren untersucht, die die Biosorption und Bioakkumulation des Americiums durch Bakterien und Pilze beeinflussen.

### Spaltbarkeit
Das Isotop 242m1Am hat mit rund 5700 barn den höchsten bisher (10/2008) gemessenen thermischen Spaltquerschnitt. Damit geht eine kleine kritische Masse einher, weswegen 242m1Am als Spaltmaterial vorgeschlagen wurde, um beispielsweise Raumschiffe mit Kernenergieantrieb anzutreiben.
Dieses Isotop eignet sich prinzipiell auch zum Bau von Kernwaffen. Die kritische Masse einer reinen 242m1Am-Kugel beträgt etwa 9–14 kg. Die Unsicherheiten der verfügbaren Wirkungsquerschnitte lassen derzeit keine genauere Aussage zu. Mit Reflektor beträgt die kritische Masse noch etwa 3–5 kg. In wässriger Lösung wird sie nochmals stark herabgesetzt. Auf diese Weise ließen sich sehr kompakte Sprengköpfe bauen. Nach öffentlichem Kenntnisstand wurden bisher keine Kernwaffen aus 242m1Am gebaut, was mit der geringen Verfügbarkeit und dem hohen Preis begründet werden kann.
Aus denselben Gründen wird 242m1Am auch nicht als Kernbrennstoff in Kernreaktoren eingesetzt, obwohl es dazu prinzipiell sowohl in thermischen als auch in schnellen Reaktoren geeignet wäre. Auch die beiden anderen häufiger verfügbaren Isotope, 241Am und 243Am können in einem schnellen Reaktor eine Kettenreaktion aufrechterhalten. Die kritischen Massen sind hier jedoch sehr hoch. Sie betragen unreflektiert 57,6–75,6 kg bei 241Am und 209 kg bei 243Am, so dass sich durch die Verwendung keine Vorteile gegenüber herkömmlichen Spaltstoffen ergeben.
Entsprechend ist Americium rechtlich nach § 2 Abs. 1 des Atomgesetzes nicht den Kernbrennstoffen zugeordnet. Es existieren jedoch Vorschläge, sehr kompakte Reaktoren mit einem Americium-Inventar von lediglich knapp 20 g zu konstruieren, die in Krankenhäusern als Neutronenquelle für die Neutroneneinfangtherapie verwendet werden können.

## Isotope
Von Americium sind 16 Isotope und 11 Kernisomere mit Halbwertszeiten zwischen Bruchteilen von Mikrosekunden und 7370 Jahren bekannt. Es gibt zwei langlebige α-strahlende Isotope 241Am mit 432,2 und 243Am mit 7370 Jahren Halbwertszeit. Außerdem hat das Kernisomer 242m1Am mit 141 Jahren eine lange Halbwertszeit. Die restlichen Kernisomere und Isotope haben mit 0,64 µs bei 245m1Am bis 50,8 Stunden bei 240Am kurze Halbwertszeiten.
241Am ist das am häufigsten erbrütete Americiumisotop und liegt auf der Neptunium-Reihe. Es zerfällt mit einer Halbwertszeit von 432,2 Jahren mit einem α-Zerfall zu 237Np. 241Am gibt nur mit einer Wahrscheinlichkeit von 0,35 % die gesamte Zerfallsenergie mit dem α-Teilchen ab, sondern emittiert meistens noch ein oder mehrere Gammaquanten.
242Am ist kurzlebig und zerfällt mit einer Halbwertszeit von 16,02 h zu 82,7 % durch β-Zerfall zu 242Cm und zu 17,3 % durch Elektroneneinfang zu 242Pu. Das 242Cm zerfällt zu 238Pu und dieses weiter zu 234U, das auf der Uran-Radium-Reihe liegt. Das 242Pu zerfällt über die gleiche Zerfallskette wie 238Pu. Während jedoch 238Pu als Seitenarm beim 234U auf die Zerfallskette kommt, steht 242Pu noch vor dem 238U. 242Pu zerfällt durch α-Zerfall in 238U, den Beginn der natürlichen Uran-Radium-Reihe.
242m1Am zerfällt mit einer Halbwertszeit von 141 Jahren zu 99,541 % durch Innere Konversion zu 242Am und zu 0,459 % durch α-Zerfall zu 238Np. Dieses zerfällt zu 238Pu und dann weiter zu 234U, das auf der Uran-Radium-Reihe liegt.
243Am ist mit einer Halbwertszeit von 7370 Jahren das langlebigste Americiumisotop. Es geht zunächst durch α-Strahlung in 239Np über, das durch β-Zerfall weiter zu 239Pu zerfällt. Das 239Pu zerfällt durch α-Strahlung zu Uran 235U, dem offiziellen Anfang der Uran-Actinium-Reihe.
Die Americiumisotope mit ungerader Neutronenzahl, also gerader Massenzahl, sind gut durch thermische Neutronen spaltbar.
→ Liste der Americiumisotope

## Verwendung
Für die Verwendung von Americium sind vor allem die beiden langlebigsten Isotope 241Am und 243Am von Interesse. In der Regel wird es in Form des Oxids (AmO2) verwendet.

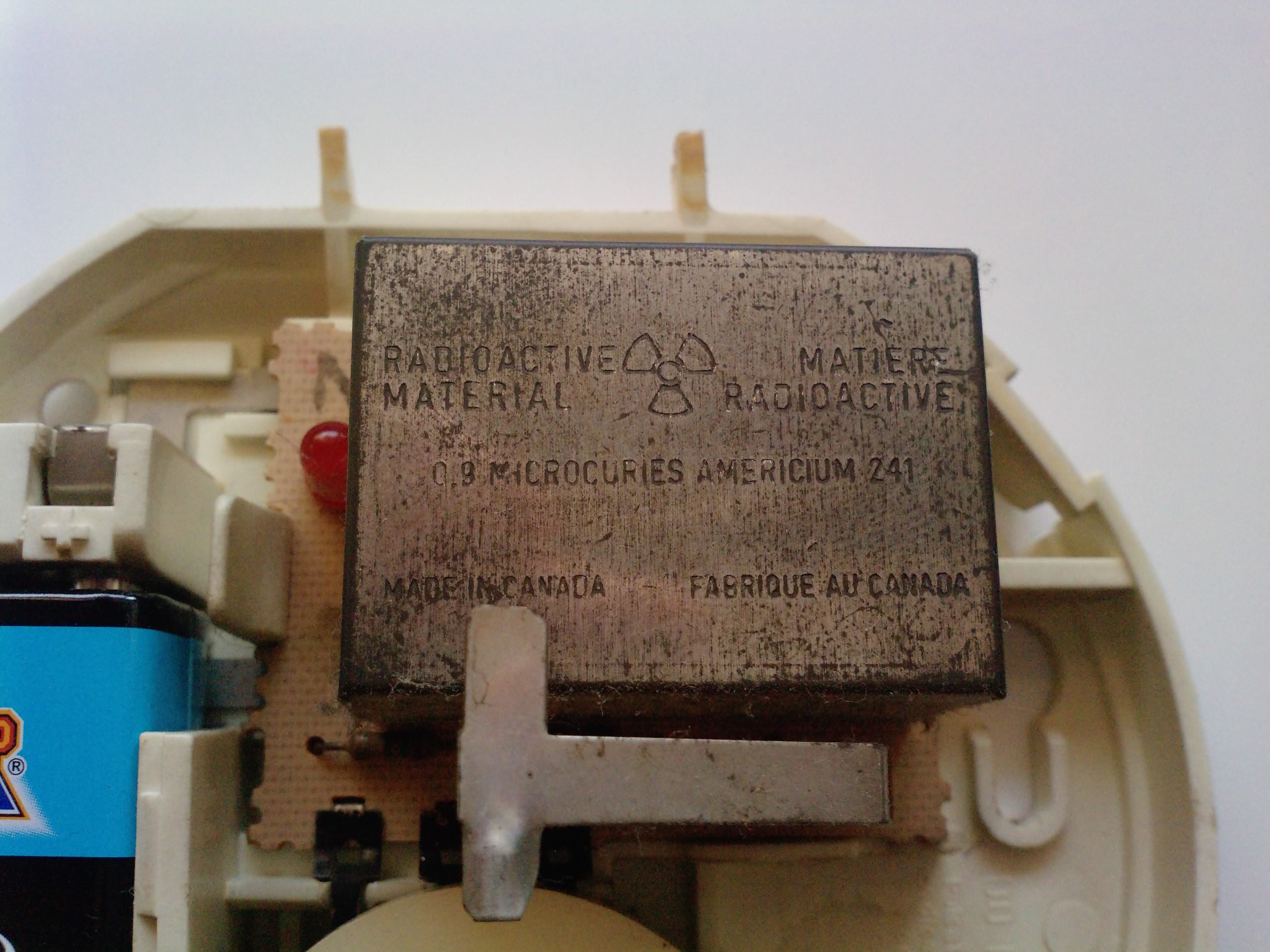
Americium 241 in einem Rauchmelder

### Ionisationsrauchmelder
Die α-Strahlung des 241Am wird in Ionisationsrauchmeldern genutzt. Es wird gegenüber 226Ra bevorzugt, da es vergleichsweise wenig γ-Strahlung emittiert. Dafür muss aber die Aktivität gegenüber Radium ca. das Fünffache betragen. Die Zerfallsreihe von 241Am „endet“ für den Verwendungszeitraum quasi direkt nach dessen α-Zerfall bei 237Np, das eine Halbwertszeit von rund 2,144 Millionen Jahren besitzt.

### Radionuklidbatterien
241Am wird wegen besserer Verfügbarkeit von der ESA zur Befüllung von Radionuklidbatterien (RTG) von Raumsonden untersucht. Die ESA-Mitgliedsstaaten verfügen über keinen Brutreaktor, der das bisher häufig eingesetzte 238Pu in den notwendigen Mengen produzieren könnte, somit ist man bisher für Missionen jenseits der Jupiterumlaufbahn auf eine Zusammenarbeit mit der NASA angewiesen. 241Am lässt sich hingegen deutlich preiswerter aus leicht verfügbaren abgebrannten Kernbrennstäben oder dem sogenannten Atommüll in ausreichenden Mengen isolieren. Der Leistungsabfall über eine Missionsdauer von 15 bis 20 Jahren ist mit 3,2 % deutlich geringer als bei Einheiten auf Basis von 238Pu mit 15 %. Die ESA plante, ab Mitte der 2020er Radionuklidbatterien in Missionsstudien zu berücksichtigen. Die Zerfallsprodukte eines solchen RTG sind in erster Linie die sehr langlebigen Alphastrahler 237Np und 233U. Ein RTG aus 241Am benötigt allerdings die vierfache Masse als ein RTG mit vergleichbarer anfänglicher Leistung aus 238Pu. Besondere Vorteile hätte ein solcher RTG für sehr langlebige Missionen.

### Neutronenquellen
241Am als Oxid mit Beryllium verpresst stellt eine Neutronenquelle dar, die beispielsweise für radiochemische Untersuchungen eingesetzt wird. Hierzu wird der hohe Wirkungsquerschnitt des Berylliums für (α,n)-Kernreaktionen ausgenutzt, wobei das Americium als Produzent der α-Teilchen dient. Die entsprechenden Reaktionsgleichungen lauten:
{\displaystyle \mathrm {^{241\!\,}_{\ 95}Am\ \longrightarrow \ _{\ 93}^{237}Np\ +\ _{2}^{4}He\ +\ \gamma } }
{\displaystyle \mathrm {^{9}_{4}Be\ +\ _{2}^{4}He\ \longrightarrow \ _{\ 6}^{12}C\ +\ _{0}^{1}n\ +\ \gamma } }
Derartige Neutronenquellen kommen beispielsweise in der Neutronenradiographie und -tomographie zum Einsatz.

### Ionisator

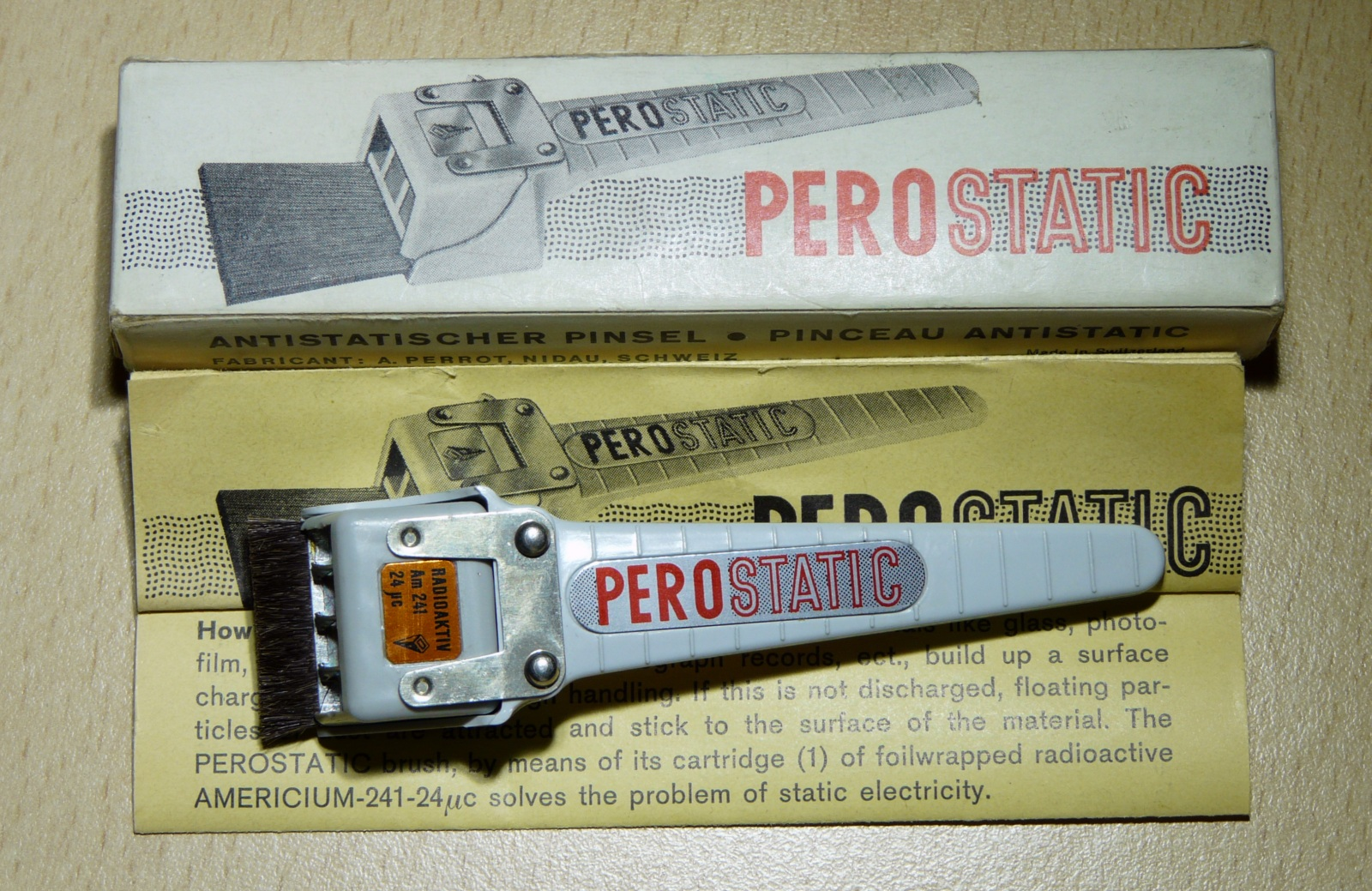
Americium 241 im Bürstenkopf

Neben dem häufig verwendeten 210Po als Ionisator zur Beseitigung von unerwünschter elektrostatischer Aufladung kam auch 241Am zum Einsatz. Dazu wurde z. B. die Quelle am Kopf einer Bürste montiert, mit der man langsam über die zu behandelnden Oberflächen strich und dadurch eine Wiederverschmutzung durch elektrostatisch angezogene Staubpartikel vermeiden konnte.

### Herstellung anderer Elemente
Americium ist Ausgangsmaterial zur Erzeugung höherer Transurane und auch der Transactinoide. Aus 242Am entsteht zu 82,7 % Curium (242Cm) und zu 17,3 % Plutonium (242Pu). Im Kernreaktor wird zwangsläufig in geringen Mengen durch Neutroneneinfang aus 243Am das 244Am erbrütet, das durch β-Zerfall zum Curiumisotop 244Cm zerfällt.
{\displaystyle \mathrm {^{243}_{\ 95}Am\ {\xrightarrow {(n,\gamma )}}\ _{\ 95}^{244}Am\ {\xrightarrow[{10,1\ h}]{\beta ^{-}}}\ _{\ 96}^{244}Cm} }
In Teilchenbeschleunigern führt zum Beispiel der Beschuss von 241Am mit Kohlenstoffkernen (12C) beziehungsweise Neonkernen (22Ne) zu den Elementen Einsteinium 247Es beziehungsweise Dubnium 260Db.

### Spektrometer
Mit seiner intensiven Gammastrahlungs-Spektrallinie bei 60 keV eignet sich 241Am gut als Strahlenquelle für die Röntgen-Fluoreszenzspektroskopie. Dies wird auch zur Kalibrierung von Gammaspektrometern im niederenergetischen Bereich verwendet, da die benachbarten Linien vergleichsweise schwach sind und so ein einzeln stehender Peak entsteht. Zudem wird der Peak nur vernachlässigbar durch das Compton-Kontinuum höherenergetischer Linien gestört, da diese ebenfalls höchstens mit einer um mindestens drei Größenordnungen geringeren Intensität auftreten.

## Sicherheitshinweise und Gefahren
Einstufungen nach der CLP-Verordnung liegen nicht vor, weil diese nur die chemische Gefährlichkeit umfassen, welche eine völlig untergeordnete Rolle gegenüber den auf der Radioaktivität beruhenden Gefahren spielt. Eine chemische Gefahr liegt überhaupt nur dann vor, wenn es sich um eine dafür relevante Stoffmenge handelt.
Da von Americium nur radioaktive Isotope existieren, darf es selbst sowie seine Verbindungen nur in geeigneten Laboratorien unter speziellen Vorkehrungen gehandhabt werden. Die meisten gängigen Americiumisotope sind α-Strahler, weshalb eine Inkorporation unbedingt vermieden werden muss. Das breite Spektrum der hieraus resultierenden meist ebenfalls radioaktiven Tochternuklide stellt ein weiteres Risiko dar, das bei der Wahl der Sicherheitsvorkehrungen berücksichtigt werden muss. 241Am gibt beim radioaktiven Zerfall große Mengen relativ weicher Gammastrahlung ab, die sich gut abschirmen lässt.
Nach Untersuchungen des Forschers Arnulf Seidel vom Institut für Strahlenbiologie des Kernforschungszentrums Karlsruhe erzeugt Americium (wie Plutonium), bei Aufnahme in den Körper, mehr Knochentumore als dieselbe Dosis Radium.
Die biologische Halbwertszeit von 241Am beträgt in den Knochen 50 Jahre und in der Leber 20 Jahre. In den Gonaden verbleibt es dagegen offensichtlich dauerhaft.

## Verbindungen
→ Kategorie: Americiumverbindung

### Oxide
Von Americium existieren Oxide der Oxidationsstufen +3 (Am2O3) und +4 (AmO2).
Americium(III)-oxid (Am2O3) ist ein rotbrauner Feststoff und hat einen Schmelzpunkt von 2205 °C.
Americium(IV)-oxid (AmO2) ist die wichtigste Verbindung dieses Elements. Nahezu alle Anwendungen dieses Elements basieren auf dieser Verbindung. Sie entsteht unter anderem implizit in Kernreaktoren beim Bestrahlen von Urandioxid (UO2) bzw. Plutoniumdioxid (PuO2) mit Neutronen. Es ist ein schwarzer Feststoff und kristallisiert – wie die anderen Actinoiden(IV)-oxide – im kubischen Kristallsystem in der Fluorit-Struktur.

### Halogenide
Halogenide sind für die Oxidationsstufen +2, +3 und +4 bekannt. Die stabilste Stufe +3 ist für sämtliche Verbindungen von Fluor bis Iod bekannt und in wässriger Lösung stabil.
| Oxidations- zahl | F                                       | Cl                                  | Br                                   | I                                  |
| ---------------- | --------------------------------------- | ----------------------------------- | ------------------------------------ | ---------------------------------- |
| +4               | Americium(IV)-fluorid AmF4 schwach rosa |                                     |                                      |                                    |
| +3               | Americium(III)-fluorid AmF3 rosa        | Americium(III)-chlorid AmCl3 rosa   | Americium(III)-bromid AmBr3 hellgelb | Americium(III)-iodid AmI3 hellgelb |
| +2               |                                         | Americium(II)-chlorid AmCl2 schwarz | Americium(II)-bromid AmBr2 schwarz   | Americium(II)-iodid AmI2 schwarz   |

Americium(III)-fluorid (AmF3) ist schwerlöslich und kann durch die Umsetzung einer wässrigen Americiumlösung mit Fluoridsalzen im schwach Sauren durch Fällung hergestellt werden:
{\displaystyle \mathrm {Am^{3+}\ _{(aq)}+\ 3\ F^{-}\ _{(aq)}\longrightarrow \ AmF_{3}\ _{(s)}\downarrow } }
Das tetravalente Americium(IV)-fluorid (AmF4) ist durch die Umsetzung von Americium(III)-fluorid mit molekularem Fluor zugänglich:
{\displaystyle \mathrm {2\ AmF_{3}\ +\ F_{2}\ \longrightarrow \ 2\ AmF_{4}} }
In der wässrigen Phase wurde das vierwertige Americium auch beobachtet.
Americium(III)-chlorid (AmCl3) bildet rosafarbene hexagonale Kristalle. Seine Kristallstruktur ist isotyp mit Uran(III)-chlorid. Der Schmelzpunkt der Verbindung liegt bei 715 °C. Das Hexahydrat (AmCl3·6 H2O) weist eine monokline Kristallstruktur auf.
Durch Reduktion mit Na-Amalgam aus Am(III)-Verbindungen sind Am(II)-Salze zugänglich: die schwarzen Halogenide AmCl2, AmBr2 und AmI2. Sie sind sehr sauerstoffempfindlich, und oxidieren in Wasser unter Freisetzung von Wasserstoff zu Am(III)-Verbindungen.

### Chalkogenide und Pentelide
Von den Chalkogeniden sind bekannt: das Sulfid (AmS2), zwei Selenide (AmSe2 und Am3Se4) und zwei Telluride (Am2Te3 und AmTe2).
Die Pentelide des Americiums (243Am) des Typs AmX sind für die Elemente Phosphor, Arsen, Antimon und Bismut dargestellt worden. Sie kristallisieren im NaCl-Gitter.

### Silicide und Boride
Americiummonosilicid (AmSi) und Americium„disilicid“ (AmSix mit: 1,87 < x < 2,0) wurden durch Reduktion von Americium(III)-fluorid mit elementaren Silicium im Vakuum bei 1050 °C (AmSi) und 1150–1200 °C (AmSix) dargestellt. AmSi ist eine schwarze Masse, isomorph mit LaSi. AmSix ist eine hellsilbrige Verbindung mit einem tetragonalen Kristallgitter.
Boride der Zusammensetzungen AmB4 und AmB6 sind gleichfalls bekannt.

### Metallorganische Verbindungen
Analog zu Uranocen, einer Organometallverbindung in der Uran von zwei Cyclooctatetraen-Liganden komplexiert ist, wurden die entsprechenden Komplexe von Thorium, Protactinium, Neptunium, Plutonium und auch des Americiums, (η8-C8H8)2Am, dargestellt.